# トマス・ガルブレイス (第2代ストラスクライド男爵)
第2代ストラスクライド男爵トマス・ギャロウェイ・ダンロップ・ドゥ・ロイ・ド・ブリッキー・ガルブレイス（英語: Thomas Galloway Dunlop du Roy de Blicquy Galbraith, 2nd Baron Strathclyde, CH, PC、1960年2月22日-）は、イギリスの政治家、貴族。
1980年代から2013年の政界引退まで貴族院保守党において指導的立場にあった。

## 経歴
1960年2月22日、トマス・ガロウェイ・ダンロップ・ガルブレイスとその妻シモーネ(旧姓ブリッキ―)の長男として生まれる。父は初代ストラスクライド男爵トマス・ダンロップ・ガルブレイスの長男だったが、爵位を継承する前の1982年に死去した。
1985年7月12日に祖父が死去したことにより、第2代ストラスクライド男爵位を継承。貴族院議員に列した。貴族院に入ってすぐにマーガレット・サッチャー首相に抜擢されて貴族院与党幹事(Whip)となり、貴族院のフロント・ベンチ(大臣席・野党幹部席)に座るようになった。
1994年から保守党が下野する1997年まで貴族院与党院内幹事長・名誉帯剣紳士隊長を務めた。1995年には枢密顧問官に列する。
1999年の貴族院改革で世襲貴族の議席が92議席に限定された際にも選び残された。
2010年からのデイヴィッド・キャメロン政権では貴族院院内総務およびランカスター公領大臣に就任した。しかし彼は保険仲立人の仕事もしており、民間人としての生活を始めたいとして、2013年1月に辞職して政界を退いた。

## 栄典

### 爵位
1985年7月12日の祖父トマス・ガルブレイスの死去により以下の爵位を継承。
- エア州におけるバースキミングの第2代ストラスクライド男爵 (2nd Baron Strathclyde, of Barskimming in the County of Ayr)
(1955年5月4日の勅許状による連合王国貴族爵位)

### 勲章
- 2013年1月、コンパニオン・オブ・オナー勲章 (CH)[5]

## 家族
1992年6月27日にジェーン・スキナーと結婚。彼女との間に以下の3子を儲けている。
- 長女エリザベス・アイダ・スキナー・ガルブレイス閣下 (1993-)
- 次女アナベル・ジェーン・シモーネ・ガルブレイス閣下 (1996-)
- 三女ローズ・マリ―ルイーズ・スキナー・ガルブレイス閣下 (1999-)